# Antonio Lago
Antonio Franco Lago (Venezia, 28 marzo 1893 – Parigi, 1º dicembre 1960) è stato un ingegnere italiano, attivo nell'industria automobilistica.
Nel 1934 comprò il ramo francese della casa automobilistica Talbot dalla cordata 'Sunbeam-Talbot-Darracq' e fondò il marchio Talbot-Lago.
Il governo francese lo insignì della Legion d’onore.

## Biografia

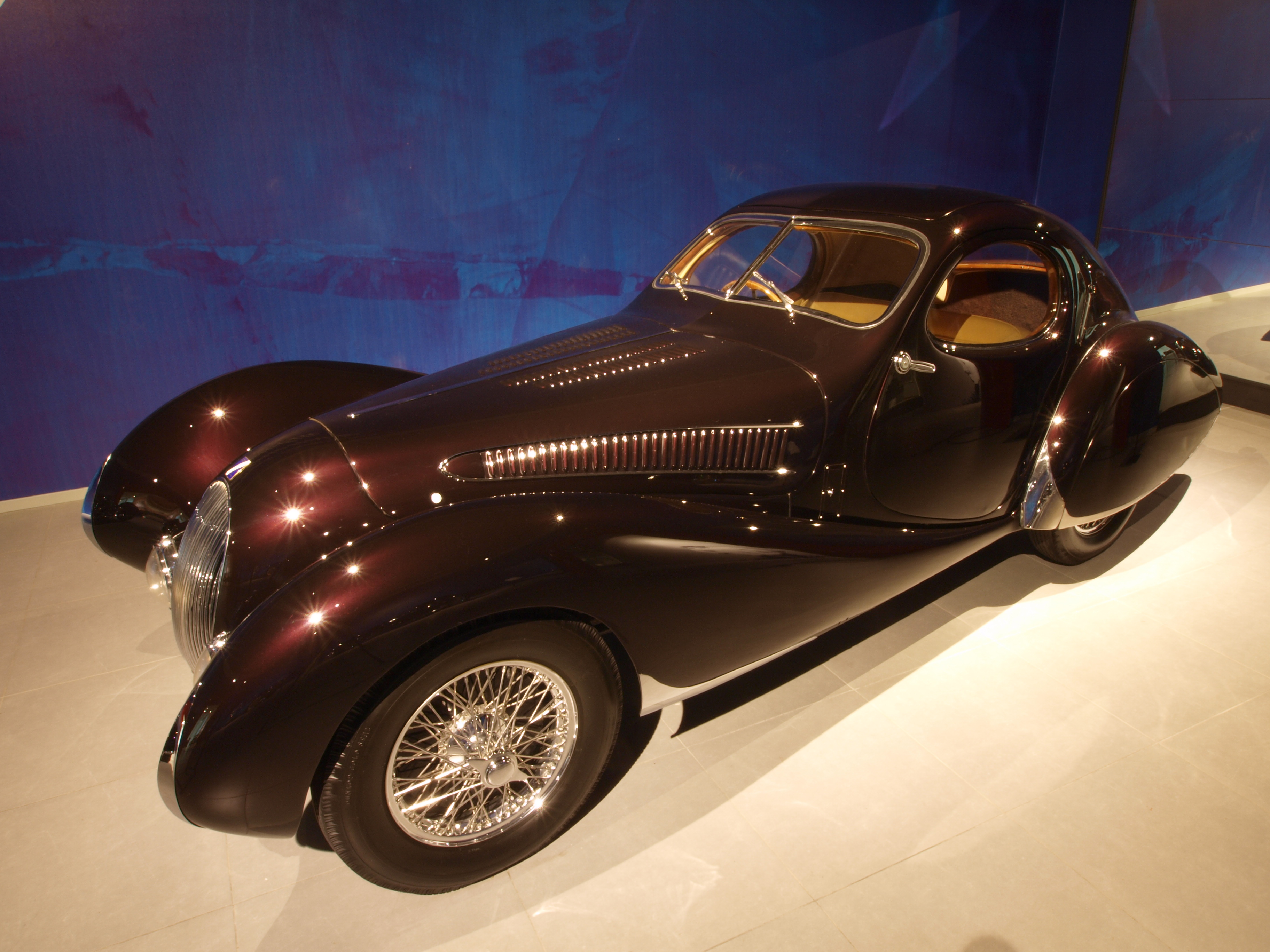
1937 Talbot Lago T150 SS. Teardrop Coupe bodywork by Figoni & Falaschi

La famiglia di Lago, qualche tempo dopo la sua nascita, si trasferì con la famiglia a Predore, poiché il padre divenne direttore del teatro civico di Bergamo. Egli crebbe frequentando compagnie di attori, musicisti e ufficiali del governo, intessendo relazioni con leader come papa Giovanni XXIII e Benito Mussolini.
Si laureò in ingegneria al Politecnico di Milano.
Fu tra i primi 50 membri fondatori del partito fascista. Partecipò alla Grande Guerra in qualità di maggiore dell'Aeronautica, al termine venne assunto dalla Isotta Fraschini e negli anni '20 ne divenne il rappresentante in Inghilterra.
Nel 1934 comprò il ramo francese della casa automobilistica Talbot dalla cordata 'Sunbeam-Talbot-Darracq' e fondò il marchio Talbot-Lago.
Mantenne sempre il passaporto italiano.
Morì a Parigi in circostanze poco chiare; fino al 9 luglio 2015 le sue spoglie hanno riposato nel cimitero di Predore, suo comune di residenza.

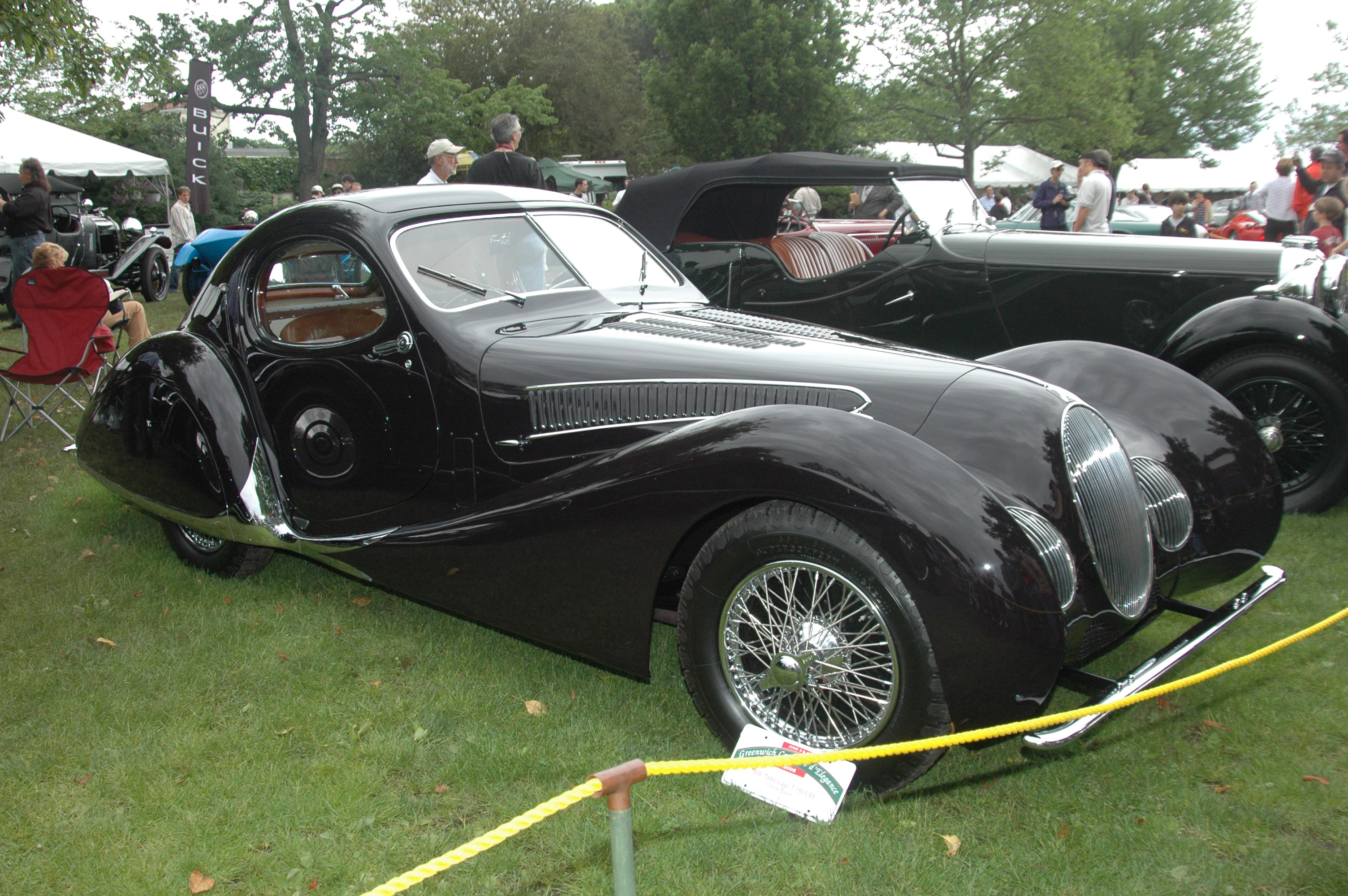
1938 Talbot-Lago T-150 CSS. Body by Carrosserie Marcel Pourtout, designer Georges Paulin